# Osteolaemus
Osteolaemus es un género de cocodrilo que habita en África Central. Su nombre significa 'garganta ósea' y se deriva del griego antiguo όστεον (hueso) y λαιμός (garganta). El género recibió ese nombre debido a los osteodermos que se encuentran entre las escamas del cuello y el vientre.
Este grupo, que anteriormente se pensaba que constaba de dos subespecies estrechamente relacionadas, sino que también define una especie nueva y distinta a partir de muestras genéticas. "En el pasado, se creía que las dos poblaciones de cocodrilos morfológicamente distintas eran géneros diferentes, luego especies diferentes y finalmente subespecies diferentes". Se cita aquí el trabajo de Mitchell Eaton que realizó la investigación en el Instituto Sackler y está terminando su doctorado en la Universidad de Colorado. Recolectamos muestras en África para explorar esta cuestión taxonómica, y encontramos una gran divergencia evolutiva entre las poblaciones en la cuenca del Congo y en la costa oeste de África Central. También, inesperadamente, encontramos una especie completamente nueva del lejano oeste. África; puede haber incluso más especies que aún no hemos muestreado". Los cocodrilos enanos africanos, género Osteolaemus, viven en los bosques tropicales de África central y occidental. Los adultos suelen crecer hasta no más de 2 metros de largo y son los miembros vivos más pequeños de la familia de los cocodrílidos. 
Los tres grupos identificados en esta investigación actual incluyen una especie de la cuenca del Congo (O. osborni), otra de la cuenca de Ogooué en África central (O. tetraspis) y la especie nueva, aún sin nombre, de África occidental. Todos estos cocodrilos se ven muy similares, y todos son ampliamente cazados por la población local como fuente de alimento. De hecho, estos animales proporcionan hasta una cuarta parte de la carne de animales silvestres distinta del pescado que se consume en algunas áreas de África Central, pero la caza excesiva para abastecer los mercados comerciales de "carne de animales silvestres" puede amenazar a muchas poblaciones con la extinción. Los cocodrilos enanos figuran como vulnerables en la Lista Roja de la Unión Internacional para la Conservación de la Naturaleza (UICN). En el laboratorio, los investigadores secuenciaron más de 4.000 pares de bases de ADN mitocondrial y nuclear de hasta 82 individuos muestreados en África Central y Occidental. Los resultados confirmaron separaciones a nivel de especie entre tres grupos diferentes de cocodrilos enanos. Los cocodrilos de la cuenca del Congo parecen ser los más antiguos de las tres especies, con algunas características morfológicas que los sitúan más cerca de un ancestro compartido del cocodrilo del Nilo. Los cocodrilos enanos de Ogooué y África occidental, por otro lado, son de evolución más reciente y están más estrechamente relacionados entre sí que con las especies de la cuenca del Congo.